# Carl Seifert
 For alternative betydninger, se Carl Seifert (virksomhed).
Carl Ludvig Seifert (29. september 1860 i København – 26. april 1935) var en dansk smedemester og fabrikant, bror til Rudolph Seifert.
Han var søn af Carl Ludwig Seifert (1834-1898) og Mina født Thee (død 1913). Seifert kom i smedelære 1874, blev svend 1879, arbejdede i Tyskland, Belgien og Frankrig 1879-82 og etablerede sin egen virksomhed 1883 (Carl Seifert).
Han var medstifter af og i bestyrelsen for Klejnsmedemester- og Mekanikerforeningen for København og Omegn 1897-1904, formand 1904-10 og atter formand fra 1918. Medlem af Det faste Udvalg i Kjøbenhavns Brandforsikring fra 1913, af kontrolkomitéen for Jernindustriens Ulykkesforsikring fra 1918, viceoldermand i Kjøbenhavns Smedelaug fra 1920 og oldermand fra 1928. Han var Ridder af Dannebrog.
Han blev gift 30. juni 1894 med Anna Jensen, datter af høker Rasmus Jensen (død 1895) og hustru født Olsen (død 1914).